# 日本核医学会
一般社団法人日本核医学会（にほんかくいがくかい、英文名 The Japanese Society of Nuclear Medicine）は、核医学研究の推進と発展を図る目的で1964年に創立された学会。会員数は3,600名。（2008年、有限責任中間法人日本核医学会から法人名称変更）。
事務局を東京都文京区本駒込2-28-45 日本アイソトープ協会内に置いている。

## 活動
- 学術集会・セミナーの開催、専門医等の審査、機関誌の発行など[1]

## 機関誌
- 『核医学』（和文誌）
- 『Annals of Nuclear Medicine』（英文誌）

## 関連学会
- 日本医学会
- 日本医学放射線学会
- 日本放射線科専門医会
- 日本核医学技術学会
- 日本放射線技術学会
- 日本放射線腫瘍学会
- 日本分子イメージング学会

## 関連機関
- 核医学専門技師認定制機構
- 医用原子力技術研究振興財団
- 日本アイソトープ協会
- 日本学術会議
- 日本画像医療システム工業会
- UMIN(University Hospital Medical Information Network)
- 日本がん治療認定医機構
- 日本専門医機構